# Agraulias
Las agraulias fueron fiestas llamadas así porque debían su institución a los agraulos, pueblos del Ática, de la tribu Erecteida, los cuales habían tomado su nombre de Aglauro o Agraulo. 
Estas fiestas se celebraban en honor de Minerva. Los de Chipre solemnizaban también una fiesta de este nombre en la cual inmolaban víctimas humanas.